# 絕對可能
《絕對可能》（英語：Definitely Maybe），是英國搖滾組合綠洲合唱團的首張專輯作品，於1994年8月30日發行。專輯發行首週即登上英國專輯排行榜首位；在英國國內累積銷售量達210萬張，並且在全世界創下超過七百萬張的銷售紀錄。
此張專輯內的所有歌曲均由諾爾·蓋勒格（Noel Gallagher）擔任作曲作詞，並由本人稱之為其樂隊所發行的專輯中最具代表性的作品之一。此張專輯的成功，同時被許多專業評論家認為是90年代中期英式搖滾重新復甦的代表作之一。

## 製作背景
最初命名為「The Rain」的樂團成員包括連恩·蓋勒格（主唱）、保羅·亞瑟斯（吉他）、保羅·麥吉根（貝斯）與東尼·麥卡羅（鼓手）等人。之後加入的諾爾·蓋勒格（連恩的哥哥）則負責本作品所有詞曲創作。以五人為主的組合在1993年和獨立音樂公司Creation Records 簽下合約後，共於1994年發行四張單曲（Supersonic、Shakermaker、Live Forever; Cigarettes and Alcohol另於本張專輯後發行）。

## 錄音經過
1994年初，和Creation Records簽下合約的綠洲合唱團, 租下位於蒙茅斯鎮（Monmouth）的Monnow Lalley Studio 開始為首張專輯進行錄音，並由大衛・巴伽勒擔任製作；但得到的效果不盡理想。同年二月，在團員們從一趟風波不斷的旅途回到英國後，在康瓦爾郡的 Sawmills Studio 再次進行錄音，並改由諾爾·蓋勒格與馬克·柯爾（Mark Coyle）進行製作。錄音過程中，他們決定以團體方式進行錄音，以保持現場演奏時所表現的原始音質。在所有錄音程序完成後，再由諾爾於後製階段另外加入吉他音軌。
在成果仍然差強人意，且時間所剩無幾的情況下，由Creation公司將最後錄製之母帶轉交由音效工程師歐文·莫里斯（Owen Morris）重新進行後製工作，並移除額外的吉他音軌，之後於同年五月完成最終製作。音樂評論家約翰·哈里斯寫道：「最令人感到不可思議的是，這些歌曲在經過多次繁複的後製處理後，最後竟能塑造出如此活躍的效果」。

## 曲目
| 曲序 | 曲目                  | 时长 |
| ---- | --------------------- | ---- |
| 1.   | Rock 'n' Roll Star    | 5:23 |
| 2.   | Shakermaker           | 5:10 |
| 3.   | Live Forever          | 4:38 |
| 4.   | Up in the Sky         | 4:28 |
| 5.   | Columbia              | 6:17 |
| 6.   | Supersonic            | 4:44 |
| 7.   | Bring It on Down      | 4:17 |
| 8.   | Cigarettes & Alcohol  | 4:50 |
| 9.   | Digsy's Dinner        | 2:32 |
| 10.  | Slide Away            | 6:32 |
| 11.  | Married with Children | 3:12 |

## 成員
- 連恩·蓋勒格（Liam Gallagher）：主唱
- 諾爾·蓋勒格（Noel Gallagher）：吉他、和聲 、鋼琴
- 保羅·亞瑟斯（Paul Arthers）：和弦吉他、鋼琴
- 保羅·麥吉根（Paul McGuigan）：貝斯
- 東尼·麥卡羅（Tony McCarroll）：鼓手

## 評價
此張專輯被許多音樂雜誌和評論媒體視為近代英倫搖滾中具有代表性的作品；在1997年由英國Channel 4和The Guardian合辦的百大最佳專輯票選中，將本專輯列為第14 名。英國音樂雜誌《新音樂快遞》(NME)在其2006年所作的開放式讀者投票所選出之歷代最佳專輯排行中，《絕對可能》被列為第一名

## 排行記錄
| 年份 | 排行榜                    | 排名 |
| ---- | ------------------------- | ---- |
| 1994 | 英國專輯排行榜            | 1    |
| 1994 | 美國Top Heatseekers排行榜 | 1    |
| 1994 | 紐西蘭專輯排行榜          | 5    |
| 1995 | 澳大利亞排行榜            | 23   |
| 1995 | 美國告示牌專輯榜          | 58   |